# Region Sangre Grande
Sangre Grande - to jeden z dziewięciu regionów Trynidadu i Tobago, o powierzchni 898.94 km² i jest największym co do wielkości. Siedzibą władz jest Sangre Grande.

## Największe miasta
- Sangre Grande
- Guaico
- Toco
- Valencia